# Графема
Графе́ма (др.-греч. γράφω, «пишу» + суффикс «-ема») — минимальная единица письменности: в алфавитных системах письма — буква (или другое отражение фонемы), в неалфавитных системах письма — слоговой знак, иероглиф, идеограмма и другие. Графема однозначно отличима от любой другой единицы этой же письменности; варианты одной и той же графемы называются аллографами (от греч. άλλος, «другой» и греч. γράφω, «пишу»). Реально встречающиеся в печатных и рукописных источниках варианты записи называются начертаниями (ср. глифы), графема тем самым объединяет в одну группу начертания, которые отличаются «несущественно»; начертания с «существенными» отличиями относятся к разным графемам.

## Графемы и аллографы
Как отметил А. А. Зализняк, пары понятий «Х-ема»/«алло-Х» (например, «графема/аллограф», «фонема/аллофон») вводятся в попытке дискретной классификации материальных элементов (в случае фонем — звуков, в случае графем — начертаний), которые сами по себе не имеют чётких разграничений (Л. В. Щерба говорит о «пёстроте» письма, сводимой «к определённому числу типов»). Тем самым, разделение на графемы зависит от сделанных предположений о «существенности» тех или иных различий, потому понятия графемы и аллографа варьируют в зависимости от научной дисциплины и даже у конкретных исследователей, а единое определение отсутствует. Например, специалисты по шрифтам считают, что существенным признаком графемы является «скелет» буквы (схема построения, дискретно отличающая её от других букв, независимо от гарнитуры шрифта, индивидуального почерка), потому прописное и строчное, а также курсивное написание буквы — это вариации одной и той же графемы (например, У, У, У, У, у, у являются аллографами).
Подходы разных лингвистов к классификации графем существенно различаются. И. А. Бодуэн де Куртенэ, который первым ввёл понятие графемы в своей работе 1912 года «Об отношении русского письма к русскому языку», определил графему как письменный эквивалент фонемы. Эта трактовка — графема является минимальной лингвистической единицей, служащей для отображения фонемы — стала типичной для лингвистов. Прописные и строчные буквы при этом естественным образом оказываются аллографами. Однако при последовательном применении такого подхода буквы и буквосочетания-омофоны также становятся аллографами, например, ими оказываются абсолютно разные по внешнему виду буквы дореформенного русского языка «и» и «i». Очевидны и другие проблемы с таким подходом: он не работает в случае не-алфавитных систем письма, непонятна также классификация букв, соответствующих нескольким фонемам (например, русского «я»). Л. Р. Зиндер относил к графемам, кроме букв-монографов, также и многобуквенные сочетания — диграфы, триграфы и полиграфы; если этого не делать, возникает проблема с буквами, не обозначающими никаких фонем (например, «ь» и «ъ» в русском языке: И. В. Бугаева называет их не графемами, а «маркерами»).
Другие лингвисты сближают графемы с буквами. Так, Т. М. Николаева и В. Ф. Иванова считают, что графема включает четыре варианта буквы (прописную/строчную и печатную/рукописную). Л. В. Щерба считал, что при таком подходе графемы становятся буквами, и необходимость в самом термине исчезает. По Ю. С. Маслову, графемы, кроме букв, включают знаки препинания, пробелы и прочие графические знаки.
А. А. Зализняк предложил классифицировать графемы аналогично тому, как фонемы выделяются в фонологии: «существенным» различием между начертаниями является такое, которое для хотя бы одной пары словоформ является единственным источником различия этих словоформ на письме. Этот подход естественным образом включает фонетический: начертания, обозначающие, например, «а» и «у», очевидным способом определяют различие многих слов («бар» и «бур»). Заглавные и строчные символы при этом оказываются разными графемами, так как позволяют различить, например, «орёл» и «Орёл». Самостоятельными графемами при этом оказываются и знаки препинания; аллографами являются различные способы написания букв («каллиграфия» по Зализняку). «Буквой» оказывается прописная/строчная пара графем (ср. «„Анна“ начинается и кончается на одну и ту же букву»).

## Графемы и фонемы
Соотношение графем (букв и буквосочетаний) и фонем (звуков) сильно различается по языкам. Можно привести следующие примеры. Хотя современный английский алфавит содержит 26 букв, английская орфография является одной из самых сложных в мире, поскольку, согласно самым современным исследованиям, 1120 графем используются для передачи звучания 62 фонем, при этом их число также достаточно сильно варьирует по диалектам. Для наглядности, графема «o» в английском языке соответствует 8 различным фонемам (звукам) в следующих словах всех диалектов: do, show, ogle, one, sword, women, shovel, worse. Для сравнения, во французском языке, ситуация значительно проще: 190 графем используются для записи 36 фонем и ударение является строго фиксированным. Кроме этого, французский язык полностью стандартизирован и опирается на парижскую норму усилиями Французской академии. Чем больше разрыв между числом графем и фонем, тем более сложной является орфография того или иного языка и тем более вероятной является дислексия у его носителей.